# Chichester Psalms
Chichester Psalms (en català, els Salms de Chichester) és una composició coral de tres moviments escrita per Leonard Bernstein per a solista, cor i orquestra, basada en textos en hebreu extrets del Llibre dels Salms.

## Història
El 1965 el degà de la catedral de Chichester, Walter Hussey, va encarregar una obra a Leonard Bernstein per a interpretar-la en el marc del Southern Cathedrals Festival que té lloc cada any a la regió de West Sussex.
L'obra es va estrenar al Philharmonic Hall de Nova York el 15 de juliol de 1965, dirigida pel propi compositor, dues setmanes abans del concert a Chichester, que va ser el 31 de juliol del mateix any, sota la direcció del mestre de capella de la catedral, John Birch.
Chichester Psalms fou la primera composició de Bernstein després de la seva Tercera Simfonia "Kaddish" (1963). Es tracta de les seves dues obres que més evoquen els orígens jueus del compositor ja que contenen textos religiosos en hebreu i evoquen la relació entre la humanitat i la divinitat. No obstant, mentre que Kaddish té un missatge més proper a la desesperació, els Salms de Chichester són una obra optimista i esperançadora.

## Text i música
Bernstein va fer una selecció de textos a partir del Llibre dels Salms i va optar per la versió en hebreu  ja que volia aportar un missatge interreligiós, utilitzant uns textos que formen part de les tradicions jueva, cristiana i musulmana en una llengua (l'hebreu) que no era la pròpia de l'escenari on s'havien d'interpretar (una església anglicana) entenent això com un missatge d'unió i de fraternitat universal.

### Primer moviment
Introducció: Salm 108
| עוּרָה, הַנֵּבֶל וְכִנּוֹר; אָעִירָה שָּׁחַר. | Urah, hanevel, v'chinor! A-irah shaḥar | Desvetlleu-vos, arpa i lira meva, vull desvetllar l’aurora. |

Aquesta breu introducció que obre el primer moviment transmet una gran energia. L'harmonia recorda el so de campanes anunciant quelcom important i la instrumentació evoca l'arpa i el saltiri o lira dels que parla el text.
Salm 100
| הָרִיעוּ לַיהוָה, כָּל־הָאָרֶץ. עִבְדוּ אֶת־יְהוָה בְּשִׂמְחָה; בֹּאוּ לְפָנָיו, בִּרְנָנָה. דְּעוּ-- כִּי יְהוָה, הוּא אֱלֹהִים: הוּא־עָשָׂנוּ, ולא (וְלוֹ) אֲנַחְנוּ-- עַמּוֹ, וְצֹאן מַרְעִיתוֹ. בֹּאוּ שְׁעָרָיו, בְּתוֹדָה-- חֲצֵרֹתָיו בִּתְהִלָּה; הוֹדוּ־לוֹ, בָּרְכוּ שְׁמוֹ. כִּי־טוֹב יְהוָה, לְעוֹלָם חַסְדּוֹ; וְעַד־דֹּר וָדֹר, אֱמוּנָתוֹ. | Hari'u l'Adonai kol ha'arets. Iv'du et Adonai b'simḥa Bo'u l'fanav bir'nanah. D'u ki Adonai Hu Elohim. Hu asanu v'lo anaḥnu. Amo v'tson mar'ito. Bo'u sh'arav b'todah, Ḥatseirotav bit'hilah, Hodu lo, bar'chu sh'mo. Ki tov Adonai, l'olam ḥas'do, V'ad dor vador emunato. | Aclameu el Senyor arreu de la terra, serviu el Senyor amb alegria, entreu davant d’ell amb crits d’entusiasme. Reconeixeu que el Senyor és Déu; ell ens ha creat i nosaltres som seus; som el seu poble i el ramat que ell pastura. Entreu als seus portals donant-li gràcies, canteu lloances als seus atris, enaltiu-lo, beneïu el seu nom: «Que n’és, de bo, el Senyor! Perdura eternament el seu amor, és fidel per segles i segles.» |

El primer moviment té un ritme alegre i festiu ja que es tracta d'un text de lloança entusiasta.

### Segon moviment
Salms 23 i 2
| יְהוָה רֹעִי, לֹא אֶחְסָר. בִּנְאוֹת דֶּשֶׁא, יַרְבִּיצֵנִי; עַל-מֵי מְנֻחוֹת יְנַהֲלֵנִי. נַפְשִׁי יְשׁוֹבֵב; יַנְחֵנִי בְמַעְגְּלֵי־צֶדֶק, לְמַעַן שְׁמוֹ. גַּם כִּי־אֵלֵךְ בְּגֵיא צַלְמָוֶת, לֹא־אִירָא רָע-- כִּי־אַתָּה עִמָּדִי; שִׁבְטְךָ וּמִשְׁעַנְתֶּךָ, הֵמָּה יְנַחֲמֻנִי. לָמָּה, רָגְשׁוּ גוֹיִם; וּלְאֻמִּים, יֶהְגּוּ־רִיק. יִתְיַצְּבוּ, מַלְכֵי־אֶרֶץ-- וְרוֹזְנִים נוֹסְדוּ־יָחַד: עַל־יְהוָה, וְעַל־מְשִׁיחוֹ. נְנַתְּקָה, אֶת־מוֹסְרוֹתֵימוֹ; וְנַשְׁלִיכָה מִמֶּנּוּ עֲבֹתֵימוֹ. יוֹשֵׁב בַּשָּׁמַיִם יִשְׂחָק: אֲדֹנָי, יִלְעַג־לָמוֹ. תַּעֲרֹךְ לְפָנַי, שֻׁלְחָן-- נֶגֶד צֹרְרָי; דִּשַּׁנְתָּ בַשֶּׁמֶן רֹאשִׁי, כּוֹסִי רְוָיָה. אַךְ, טוֹב וָחֶסֶד יִרְדְּפוּנִי-- כָּל־יְמֵי חַיָּי; וְשַׁבְתִּי בְּבֵית־יְהוָה, לְאֹרֶךְ יָמִים. | Salm 23 Adonai ro-i, lo eḥsar. Bin'ot deshe yarbitseini, Al mei m'nuḥot y'nahaleini, Naf'shi y'shovev, Yan'ḥeini b'ma'aglei tsedek, L'ma'an sh'mo. Gam ki eilech B'gei tsalmavet, Lo ira ra, Ki Atah imadi. Shiv't'cha umishan'techa Hemah y'naḥamuni. Salm 2 Lamah rag'shu goyim Ul'umim yeh'gu rik? Yit'yats'vu malchei erets, V'roznim nos'du yaḥad Al Adonai v'al m'shiḥo. N'natkah et mos'roteimo, V'nashlichah mimenu avoteimo. Yoshev bashamayim Yis'ḥak, Adonai Yil'ag lamo! Salm 23 Ta'aroch l'fanai shulḥan Neged tsor'rai Dishanta vashemen roshi Cosi r'vayah. Ach tov vaḥesed Yird'funi kol y'mei ḥayai V'shav'ti b'veit Adonai L'orech yamim. | (Salm 23) El Senyor és el meu pastor: no em manca res. Em fa descansar en prats deliciosos, em mena al repòs vora l’aigua, i allí em retorna. Em guia per camins segurs, per amor del seu nom. Ni que passi per la vall tenebrosa, no tinc por de cap mal. Perquè tu, Senyor, ets vora meu: la teva vara i el teu bastó em donen confiança. (Salm 2) Per què s’avaloten les nacions, i els pobles es conjuren en va? Els reis de la terra prenen les armes, conspiren alhora els sobirans contra el Senyor i contra el seu Ungit: «Trenquem els seus lligams! Traguem-nos el seu jou!» (Salm 23) Davant meu pares taula tu mateix, i els adversaris ho veuen; m’has ungit el cap amb perfums, omples a vessar la meva copa. N’estic cert, tota la vida m’acompanyen la teva bondat i el teu amor. I viuré anys i més anys a la casa del Senyor. |

El segon moviment comença amb el solista, que sol ser un nen soprano o un contratenor, interpretant una melodia molt tranquil·la que és repetida per les veus agudes del cor. El text del Salm 2 també parla de seguretat i serenor. Però de sobte és interromput per les veus greus del cor amb una música brusca i amenaçadora i un text sobre violència i lluita. Al final de moviment sembla que torna la calma i recuperem el salm 23 amb la veu solista però de fons el motiu musical del conflicte hi segueix present.

### Tercer moviment
Salm 131
| יְהוָה, לֹא־גָבַהּ לִבִּי-- וְלֹא־רָמוּ עֵינַי; וְלֹא־הִלַּכְתִּי, בִּגְדֹלוֹת וּבְנִפְלָאוֹת מִמֶּנִּי. אִם־לֹא שִׁוִּיתִי, וְדוֹמַמְתִּי-- נַפְשִׁי: כְּגָמֻל, עֲלֵי אִמּוֹ; כַּגָּמֻל עָלַי נַפְשִׁי. יַחֵל יִשְׂרָאֵל, אֶל־יְהוָה-- מֵעַתָּה, וְעַד־עוֹלָם. | Adonai, Adonai, Lo gavah libi, V'lo ramu einai, V'lo hilachti Big'dolot uv'niflaot Mimeni. Im lo shiviti V'domam'ti, Naf'shi k'gamul alei imo, Kagamul alai naf'shi. Yaḥel Yis'rael el Adonai Me'atah v'ad olam. | Senyor, el meu cor no és ambiciós ni són altius els meus ulls; no vaig darrere de grandeses ni de coses massa altes per a mi Em mantinc en pau, tinc l’ànima serena; com un infant a la falda de la mare, com un petit infant se sent la meva ànima Israel, espera en el Senyor ara i per tots els segles. |

El tercer moviment comença amb un preludi instrumental conflictiu i ple de tensió que és interromput per una arpa tranquil·litzadora que dóna pas al cor per tal que interpreti el salm 131 amb un missatge d'humilitat i senzillesa pacificadores.
Salm 133
| הִנֵּה מַה־טּוֹב, וּמַה־נָּעִים-- שֶׁבֶת אַחִים גַּם־יָחַד. | Hineh mah tov, Umah na'im, Shevet aḥim Gam yaḥad | Que n’és, de bo i agradable, viure tots junts els germans! |

Al final del moviment hi ha aquest epíleg on es recupera el motiu musical de la introducció del primer moviment però interpretats de manera molt més lenta i delicada. L'harmonia és molt lluminosa i porta cap a la darrera síl·laba del text, que en hebreu significa "units" o "tots junts" i és cantada pel cor a l'uníson il·lustrant justament aquesta idea d'unitat fraternal.
A la partitura, Bernstein assenyala que les parts corals de les veus de soprano i contralt es van escriure pensant en un cor infantil i que per tant era preferible no utilitzar veus de dones adultes. Alhora, també indica que el solista hauria de ser també un infant o un contratenor o no una dona contralt. Amb aquestes indicacions Bernstein volia reforçar el significat litúrgic del passatge cantat i relacionar l'obra tant amb la tradició cantora hebrea com la tracició coral anglicana. L'orquestra consta de 3 trompetes en si ♭, 3 trombons, timbals, una secció de percussió de cinc persones, 2 arpes i cordes. També se'n va fer una reducció per a orgue, una arpa i percussió.